# Кёвр-э-Вальсери
Кёвр-э-Вальсери́ (фр. Coeuvres-et-Valsery) — коммуна во Франции, находится в регионе Пикардия. Департамент коммуны — Эна. Входит в состав кантона Вик-сюр-Эн. Округ коммуны — Суассон.
Код INSEE коммуны — 02201.

## Население
Население коммуны на 2010 год составляло 462 человека.
| 1962 | 1968 | 1975 | 1982 | 1990 | 1999 | 2010 |
| ---- | ---- | ---- | ---- | ---- | ---- | ---- |
| 453  | 402  | 399  | 480  | 449  | 432  | 462  |

## Экономика
В 2010 году среди 233 человек трудоспособного возраста (15—64 лет) 184 были экономически активными, 49 — неактивными (показатель активности — 79,0 %, в 1999 году было 65,8 %). Из 184 активных жителей работали 168 человек (97 мужчин и 71 женщина), безработных было 16 (8 мужчин и 8 женщин). Среди 49 неактивных 16 человек были учениками или студентами, 22 — пенсионерами, 11 были неактивными по другим причинам.